# Caponia hastifera
Caponia hastifera là một loài nhện trong họ Caponiidae.
Loài này thuộc chi Caponia. Caponia hastifera được William Frederick Purcell miêu tả năm 1904.